# زمین‌لرزه ۱۳۰۹ سلماس
{{coord|38.2|44.766|display=title}
به گزارش رکنا ، زمین لرزه ای به بزرگی بزرگی : 4.1ریشتر سلماس در آذربایجان غربی را لرزاند.این زمین لرزه زمان : 1402/03/07در عمق 6 کیلومتری زمین رخ داد.سلماس در 45 کیلومتری خوی قرار دارد. 
زلزلهٔ بزرگ و مخرب سال [[۱۳۰۸ (خورشیدی)[۱۳۰۸]] شهر سلماس از مخرب‌ترین زلزله‌های منطقهٔ آذربایجان محسوب می‌شود. این زلزله پانزده ساعت پس از پیش‌لرزهٔ سلماس، در بامداد روز چهارشنبه ۱۷ اردیبهشت زلزلهٔ اصلی، در آنِ واحد موجب تخریب کامل دیلمقان و حدود شصت روستا در دشت سلماس و مناطق حاشیهٔ آن شد. دامنهٔ آسیب‌ها از دشت سلماس به دهستان قطور و مسیر علیای زاب در ترکیه کشیده شده بود و موجب کشته شدن ۲۵۰۰ تا ۴۰۰۰ نفر در سلماس شد.
در منطقهٔ سلماس، به سبب ناامنی‌های پس از دوران صفویه، آثار باستانیِ جدی و قابل تأمل وجود نداشته و اگر اثری موجود بوده، پس از دورهٔ قاجاریه بوده که آن هم در حوادث پس از جنگ جهانی اول تقریباً نابود شد. بررسی آثار باقی‌مانده باستانی در سلماس نشان می‌دهد آثار موجود در کوهستان نظیر قلاع باستانی و دخمه‌های اورارتوئی یا بناهائی که به نوعی در ساختمانشان سنگ می‌باشد از استحکام نسبتاً مناسبی در برابر زلزلهٔ بزرگ ۷/۲ درجهٔ سلماس داشته‌اند. بر اساس این مطالعه کل آثار خشتی و گلی منطقه از بین رفته‌اند.
در این زلزله اکثر آثار باستانی سلماس از جمله حصار ۴ متری شهر دیلمقان، مساجد و بقاع قدیمی و عبادتگاه‌های مسیحیان، مناره قرون وسطایی میرخاتون در کهنه‌شهر، پلهای قدیمی از بین رفت.
این زلزله که بزرگی آن را بربریان (۱۹۷۴) ۷/۴=M و مؤسسه ژئوفیزیک ۷/۲=M برآورد کرده‌است یکی از مخربترین زلزله‌های آذربایجان و شاید منطقه خاورمیانه می‌باشد به‌طوری‌که سال ۱۹۳۰در تاریخ زلزله‌شناسی به نام ۱۹۳۰سلماس ثبت شده‌است.
پس از زلزله در ۱۰کیلومتری شمال گسل سلماس یک چشمه آب گازدار هیجده درجه به وجود آمد که در سلماس زلزله بولاغی (چشمه زلزله) نامیده شد. این چشمه بعدها پس از زلزله‌ها مخصوصاً زلزله ۲۲ ژوئن ۱۹۷۳ سلماس رنگ گل به خود گرفت. در نتیجه این زلزله سطح ایستابی منطقه موقتاً بالا رفته و مناطق پست را آب فرا گرفت اما به زودی به سطح پیشین خود فرو نشست. آب دریاچه که خیلی پایین رفته بود به تدریج بالا آمد و زمین لغزش‌های متعدد در دره سلماس و در شیب‌های لشکران و سایر مناطق رخ داد که ریزش تپه‌های باستانی هفت‌وان تپه و دیریش تپه قابل ملاحظه بود. امبرسیز (۱۹۸۲) شعاع تخریب زلزله را ۲۳ کیلومتر و شعاع احساس را۳۵۰ کیلومتر برآورد کرده‌است یعنی این زلزله در بغداد و تفلیس احساس شده‌است.
پس از استقرار آرامش در سلماس، شهر جدیدی در یک کیلومتری دیلمقان - در محل فعلی شهر سلماس با نقشه صحیح شهرسازی و مهندسی و به صورت شطرنجی مهندس اسدالله خاورزمین احداث و به هر یک از اهالی شهر ویران شده سلماس قطعه زمین مناسبی جهت خانه‌سازی و اسکان داده شد. از ویرانه‌های سلماس امروزه چیزی باقی نمانده‌است، بجز پایه دیوارهای مسجد آقا «آقامجیدی» و سنگ‌های منشوری شکل ستون‌های مسجد که جای دارد محل این آثار توسط میراث فرهنگی حصار کشی شده و به عنوان یادگاری از زلزله مشهور و ویرانگر ۱۹۳۰ میلادی سلماس برای آیندگان جهت عبرت و برنامه‌ریزی اصولی جهت تلاش برای بسط دانش زلزله‌شناسی و مهندسی زمین‌لرزه در منطقه استفاده گردد.